# Autonomie (aéronautique)
 (septembre 2017).
Si vous disposez d'ouvrages ou d'articles de référence ou si vous connaissez des sites web de qualité traitant du thème abordé ici, merci de compléter l'article en donnant les références utiles à sa vérifiabilité et en les liant à la section « Notes et références ».

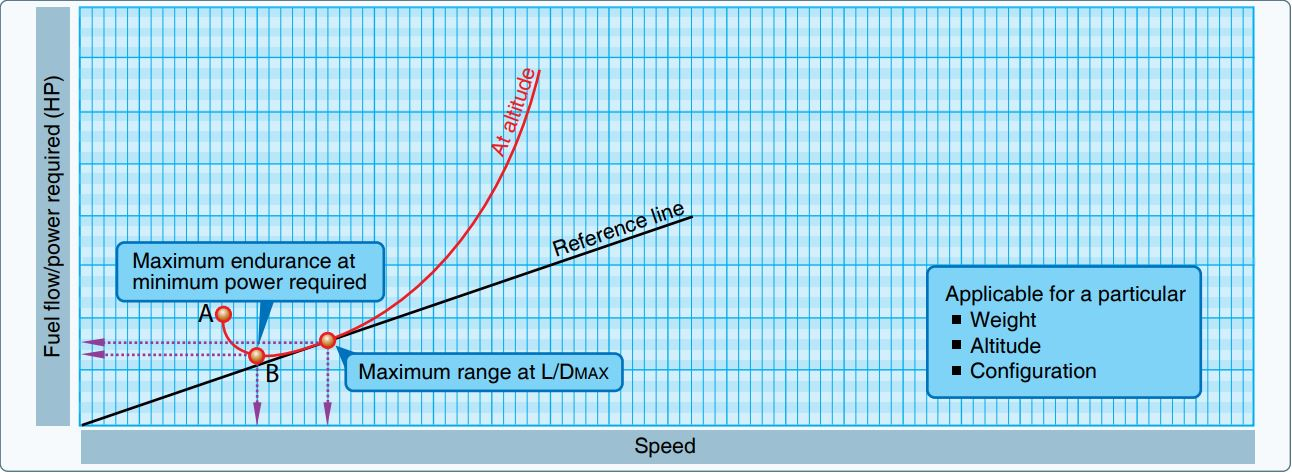
Endurance et autonomie maximales en fonction de la vitesse. L'endurance maximale est obtenue au point où la puissance requise est la plus faible, car c'est à ce moment-là que le débit de carburant est le plus faible pour maintenir l'avion en vol stable et en palier. L'autonomie maximale est obtenue lorsque le rapport entre la vitesse et la puissance nécessaire est le plus élevé. L'autonomie maximale est obtenue au rapport portance/traînée maximal (L/DMAX).

L'autonomie d'un aéronef est liée à sa structure, son aérodynamique et son utilisation. L'autonomie est un paramètre important lorsque la mission nécessite une présence durable sur une zone donnée. C'est le cas de certaines missions militaires telles que la patrouille maritime ou celui du travail aérien.

## Définition
L'autonomie est généralement limitée par la quantité de carburant emportée et donc par les performances de l'aéronef en matière de consommation spécifique mais aussi par la manière dont l'équipage configure l'avion. 
Elle peut toutefois être limitée par l'épuisement de la charge utile (par exemple dans le cas de l'épandage aérien) voire par la fatigue de l'équipage. L'un des intérêts opérationnels des drones est de s'affranchir de ce dernier facteur par une relève périodique de l'équipage.
L'autonomie est particulièrement utilisée dans le domaine des hélicoptères puisque le vol stationnaire est l'une de leurs qualités principales.
L'autonomie et le rayon d'action ne sont pas obligatoirement exclusifs. Le travail aérien ou les missions de surveillance nécessitent souvent un déplacement pour atteindre la zone de travail, on définit alors l’endurance par combinaison d'un rayon d'action utile permettant un temps de présence sur zone donné.
Le constructeur définit l'autonomie maximale en fonction de divers paramètres adaptés à la mission prévue et des conditions atmosphériques standards. Dans la pratique chaque utilisateur définira une autonomie opérationnelle maximale en fonction de ses propres conditions d'utilisation.

## Performances
Parmi les paramètres pouvant définir les performances d'un aéronef les trois considérés comme essentiels sont :
- la charge utile : nature et quantité. Elle peut s'exprimer en masse, volume, nombre de passagers, etc suivant le type d'utilisation ;
- la vitesse ;
- l'endurance : se traduit soit par une autonomie, exprimée en heures de vol, soit par un rayon d'action ou une distance franchissable, exprimés en nautiques ou en kilomètres.

## Record du plus long vol commercial
Le 20 octobre 2019, un Boeing 787-9 Dreamliner de la compagnie Qantas réalise un vol sans escale de 19 h 16 entre New York et Sydney.